# マレク・グレフタ
マレク･グレフタ (ポーランド語: Marek Michał Grechuta、1945年12月10日-2006年10月9日)は、ポーランドの歌手、作曲家、作詞家。

## 生涯
1945年、ルブリン県ザモシチ市生まれ。マウォポルスカ県クラクフ市の工科大学で建築学を学んでいた1967年に、キャバレー『Anawa』で歌手としてデビュー。同年、彼はVI Ogólnopolski Konkurs Piosenkarzy Studenckich(第4回全国学生歌手選手権)で歌手として準優勝、『Tango Anawa』で優秀曲賞(作曲はJ. K. Pawluśkiewicz)を受賞した。1968年以降、彼はオポーレ市で開催されるポーランド音楽フェスティバルでも数々の賞を勝ち取った。
彼は、詩や文学の要素を巧みに取り入れたヒット曲を数多く手がけた。またクラクフ市のSTUシアターで演じられたL. A. Moczulski作『Exodus』(出エジプト記)やスタニワフ･ヴィトキェヴィチ作『Szalona Lokomotywa』(暴走機関車)などのミュージカルの音楽製作にも加わった。
2006年、クラクフにて死去。

## ディスコグラフィ
- 1970年 Marek Grechuta & Anawa
- 1971年 Korowód
- 1972年 Droga za widnokres
- 1974年 Magia obłoków
- 1977年 Szalona lokomotywa
- 1979年 Pieśni M. Grechuty do słów Tadeusza Nowaka
- 1981年 Śpiewające obrazy
- 1984年 W malinowym chruśniaku
- 1987年 Wiosna - ach to ty
- 1989年 Krajobraz pełen nadziei
- 1993年 Jeszcze pożyjemy
- 1994年 Dziesięć ważnych słów
- 1998年 Serce
- 2003年 Niezwykłe miejsca